# Diócesis de Sigtuna
La diócesis de Sigtuna (en sueco: Sigtuna stift) fue una circunscripción eclesiástica de la Iglesia católica en Suecia. Fue suprimida en 1164. Se trataba de una diócesis latina, sufragánea de la arquidiócesis de Lund.

## Territorio y organización

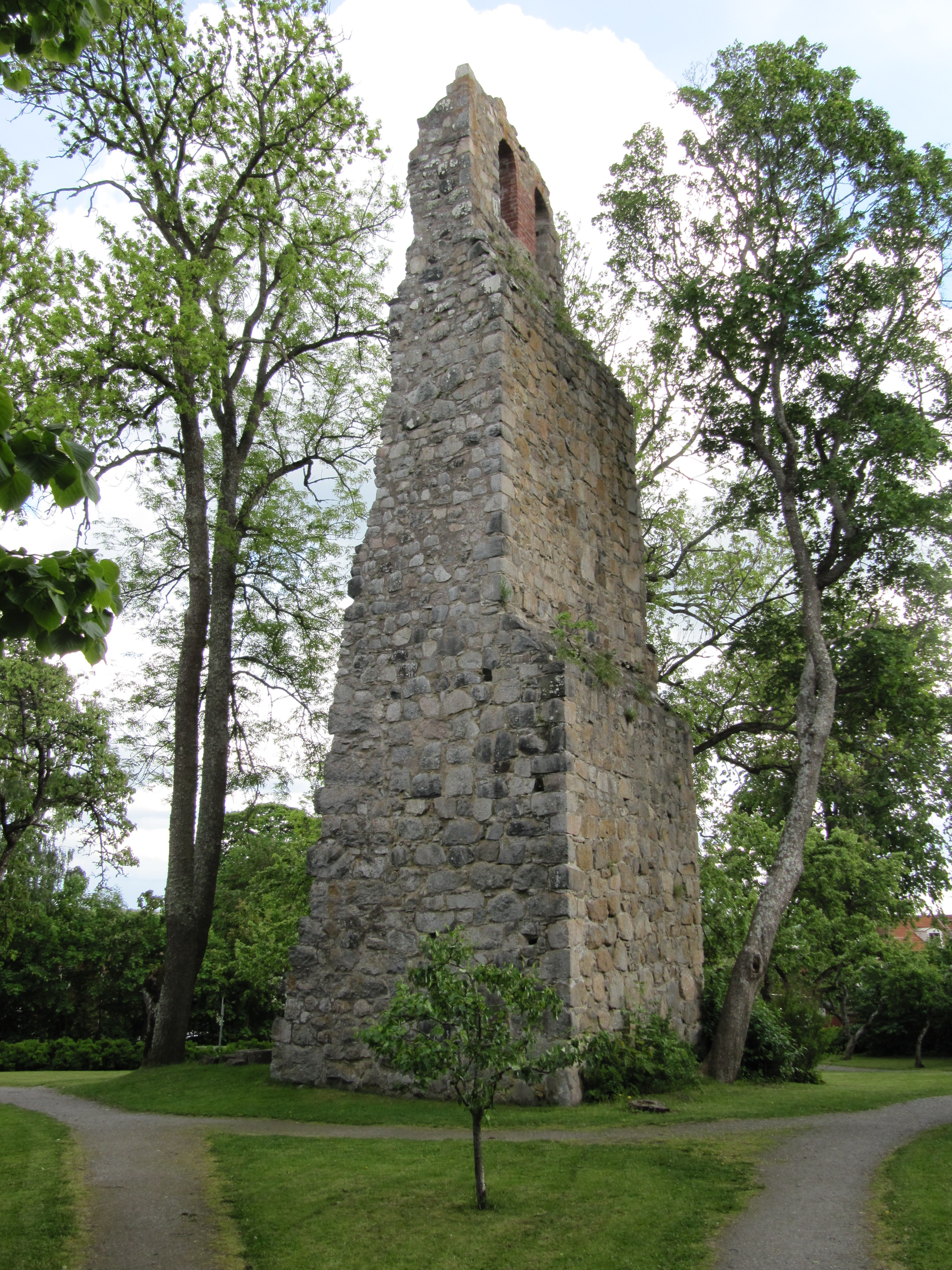
Ruinas de la iglesia de San Lorenzo, en Sigtuma

La diócesis extendía su jurisdicción sobre los fieles católicos de rito latino residentes en parte de la antigua provincia de Uplandia. Su territorio desde el 29 de junio de 1953 está incluido en la diócesis de Estocolmo.

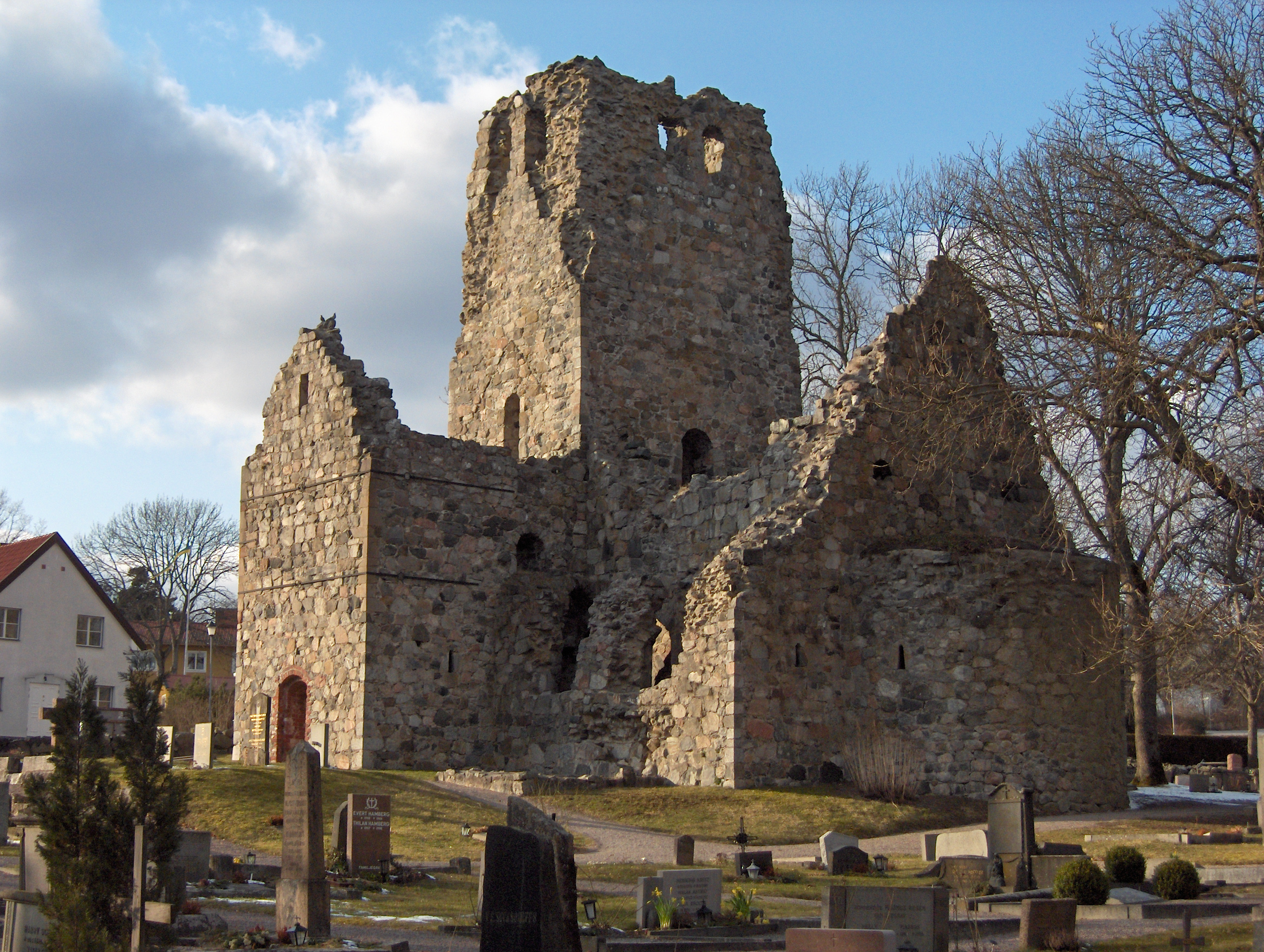
Ruinas de la iglesia de San Olaf, en Sigtuma

La sede de la diócesis se encontraba en la ciudad de Sigtuna, en donde se hallan las ruinas de la Catedral de San Pedro. Fue demolida durante la Alta Edad Media, pero los restos de las murallas se conservan bajo tierra. El terreno está ocupado actualmente por el Museo de Sigtuna.

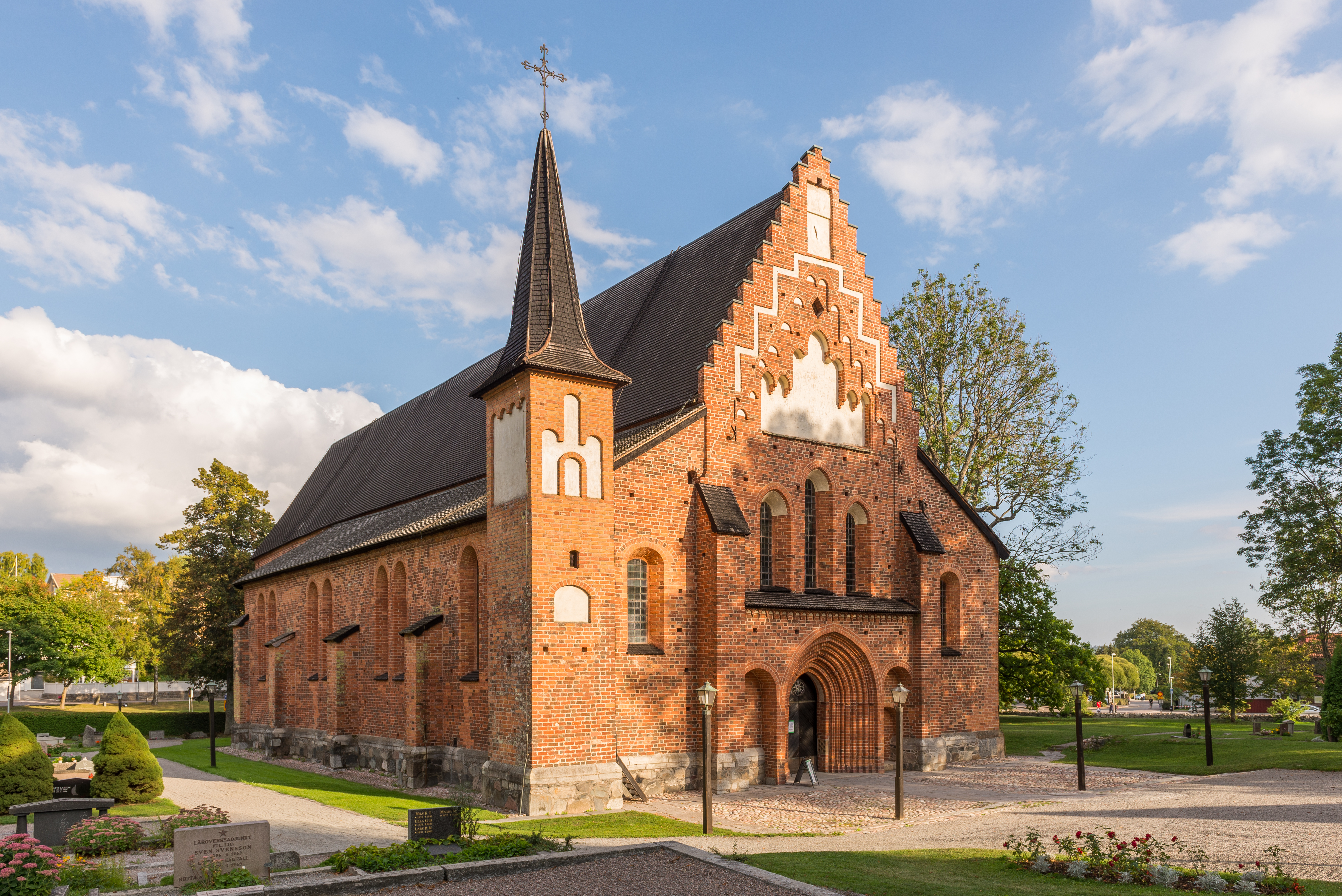
Iglesia de Santa María (hoy luterana), en Sigtuma

La iglesia de Santa María, construida en el siglo XIII por la Orden de Predicadores como iglesia de monasterio, todavía permanece prácticamente intacta. El monasterio dominico jugó un papel importante en la Edad Media sueca y produjo muchos funcionarios eclesiásticos importantes, entre ellos muchos arzobispos suecos. Hoy es una iglesia luterana.

## Historia
Se cree que el rey Stenkil de Suecia (reinó hacia 1030-1066) fue la fuerza impulsora detrás del establecimiento de la sede episcopal. En ese momento, la ciudad de Sigtuna, situada al norte del lago Mälaren y al sur de Upsala en la provincia sueca de Uplandia, había sido el centro del poder real durante algunas décadas y existió hasta mediados del siglo XII. Adán de Bremen da testimonio de la antigua importancia de la ciudad, quien hacia 1070 la llama Sigtuna civitas magna.
Se cree que el primer obispo de la diócesis de Sigtuna fue el alemán Adalvard el Joven. Su actividad misionera encontró oposición de sectores paganos y, a su muerte, en algún momento antes del año 1072, Adalvard había sido expulsado de su puesto. El sucesor designado en Hamburgo no asumió el cargo debido a las tensiones que reinaron tras la muerte de Stenkil.
En 1104 Sigtuna entró a formar parte de la provincia eclesiástica de la arquidiócesis de Lund, entonces primada de Escandinavia.
Se conocen cinco obispos de Sigtuna a partir de fuentes escritas, de los cuales cuatro eran obispos diocesanos, pero parece que, aparte de Adalvard, la mayoría no estaban destinados en Sigtuna y el obispado de Sigtuna estaba en su mayor parte desocupado. Alrededor de 1120, Sigtuna figura como diócesis, pero no Upsala. Sin embargo, la diócesis de Upsala se formó en la década de 1130 y la diócesis de Sigtuna se quedó sin su propio obispo, ya que circa 1140 el obispo de Sigtuna se trasladó a Gamla Upsala.
Más recientemente, cuando la diócesis de Upsala fue elevada a sede de arzobispado en 1164, la diócesis de Sigtuna dejó de existir incluso formalmente.
Sigtuna tuvo como uno de sus obispos a san Enrique, que participó en la cruzada a Finlandia encabezada por el rey san Erik IX de Suecia y sufrió el martirio allí en 1157. Los obispos de Suecia fueron primero sufragáneos de la arquidiócesis de Hamburgo-Bremen, de la cual san Ascario era arzobispo cuando murió. 
Durante la Alta Edad Media se construyeron no menos de seis o siete iglesias de piedra con cementerios a su alrededor. Todas ellas, salvo la catedral, se levantaron a lo largo de una calle de nueva construcción fuera de la antigua zona de asentamiento. De estas iglesias, sólo quedan restos en ruinas de las iglesias de San Pedro, San Lorenzo y San Olaf. De las demás, no aparece nada sobre la tierra.